# 宝钢水库
宝钢水库曾用名长江引水工程、宝山湖、罗泾水库，是中華人民共和國上海市宝山区罗泾镇長江口沿岸的第一個邊灘水庫以及宝山钢铁集團总厂生产用水的配套工程，面積為164公顷，蓄水池體積為1087.7万立方米，建成於1985年8月20日。